# Abasi, Sorab
Abasi là một làng thuộc tehsil Sorab, huyện Shimoga, bang Karnataka, Ấn Độ.